# La Celestina (Picasso)
Pour les articles homonymes, voir La Celestina.
La Celestina (La Célestine) est une œuvre de Pablo Picasso, réalisée en France en 1904. C’est une huile sur toile de 81 × 60 cm appartenant désormais au Musée Picasso-Paris,. Cette toile marque l'apogée de la période bleue du peintre, allant de 1901 à 1904, durant laquelle la teinte bleue est largement prédominante.

## Description du tableau
Pablo Picasso représente sur cette toile une vieille femme qui se tient seule, isolée sur un fond bleu uni et la tête recouverte d’un voile noir. Seules quelques touches de rose tentent de raviver les joues blafardes de la vieille femme. Son regard attire l’attention du spectateur, d’une part parce qu’elle a un œil aveugle - une représentation exceptionnelle dans l’œuvre de Picasso qui accorde une grande place à cet organe - et d’autre part parce que ce regard se détourne de celui du spectateur, donnant l’impression de se perdre dans l’infini.
Cette toile est une œuvre majeure de la période bleue : en représentant la tenancière d’une maison close de Barcelone, Picasso traduit sa rencontre avec la réalité sociale, le désenchantement d’une génération. Le bleu caractéristique de cette période témoigne de mélancolie et de souffrance, et représente la couleur de la misère sociale. Cependant, si la rencontre avec les réalités sociales traverse ses œuvres, l’essentiel du travail de Picasso à cette époque tient en de nouvelles expérimentations, à de nouveaux genres d’expressions plastiques.

## La Célestine
Au dos de son tableau, une inscription indique que Pablo Picasso fait ici le portrait de Carlotta Valdivia, tenancière d’une maison close de Barcelone. Le nom que Picasso donne à sa peinture, La Celestina, renvoie au personnage né de la plume de Fernando de Rojas, dans sa tragi-comédie « La Célestine » (La Celestina) datant de 1499, époque de la Renaissance espagnole. L’intrigue se joue autour de trois personnages principaux : Calixte, Mélibée et Célestine, une vieille entremetteuse borgne. Mélibée rejette les avances de Calixte. Le jeune homme fait donc appel à Célestine qu’il paie pour son aide, mais qui entraînera la mort des amants, cette dernière sera à son tour assassinée par les valets de Calixte, qui en seront exécutés sur la place publique.
Le personnage de La Célestine peint par Picasso est donc une femme mauvaise, cruelle. Avec son œil sain, elle observe tandis que de son œil aveugle, elle semble lancer de mauvais sorts. La Celestina est aujourd’hui encore une des œuvres les plus importantes de la littérature espagnole. Picasso illustre avec ce tableau et la référence au personnage de La Celestina de Rojas  « à la fois l’individualité singulière d’un portrait et l’universalité d’un type humain » (J.Leymarie).

## La Célestinadans l'œuvre de Picasso
Le personnage de la Celestina se retrouve déjà dans quelques dessins de jeunesse de Picasso, précédant le tableau décrit plus haut et datant de 1904, représentation la plus célèbre. Les images du personnage de La Celestina occupent une place importante dans « la suite des 347 » où elle représente plus d’un tiers de la série des gravures qu’il a réalisées en 1968, durant les dernières années de sa vie[réf. nécessaire].
Avec « La Célestine », Picasso reprend les mêmes codes usités dans son Autoportrait réalisé trois ans auparavant : fond monochrome bleu, personnage aux trois-quarts droit, large vêtement uni et sombre, visage blafard... Avec l’introduction de nouveaux thèmes et d’un changement esthétique, l’œuvre est annonciatrice d’une évolution plastique dans l’œuvre de Picasso,.